# Tony Yayo
Tony Yayo, właściwie Marvin Bernard (ur. 31 marca 1978 w Queens w Nowym Jorku) – amerykański raper.
W 2009 roku założył niezależną wytwórnię muzyczną, G-Unit Philly. Siedziba znajduje się w Filadelfii w stanie Pensylwania.

## Działalność artystyczna
Był dilerem narkotyków od 15 roku życia, w międzyczasie zainteresował się hip-hopem. Pierwszą szansę otrzymał od wytwórni First Choince. Szacunek jako raper uzyskał występując na licznych mixtape'ach.
Gdy 50 Cent podpisał umowę z wytwórnią Columbia Records wziął Tonego pod swoją opiekę. Bernard był także jednym z założycieli grupy G-Unit, ale nie brał udziału przy nagrywaniu pierwszego studyjnego albumu pt. Beg for Mercy, ponieważ trafił do zakładu karnego za nielegalne posiadanie broni. Raper w 2005 roku wydał swój solowy album pt. Thoughts of a Predicate Felon. Sprzedał się w nakładzie ponad 750 000 egzemplarzy w Stanach Zjednoczonych.
Na rok 2012 planowany był drugi studyjny album Yayo, którego tytuł nie był znany. Pierwszym singlem był utwór „Pass the Patron” z gościnnym udziałem 50 Centa do którego powstał teledysk. Kolejnym singlem była piosenka „Haters” z udziałem 50 Centa, Shawty Lo i Roscoe Dash. Obecnie nie jest znana data wydania płyty.

## Dyskografia
- Thoughts of a Predicate Felon (2005)